# AES3
AES3 (известен също като AES / EBU) е стандарт за обмен на цифрови аудио сигнали между професионална аудио устройства. AES3 е разработен съвместно от Audio Engineering Society (AES) и Европейския съюз за радио и телевизия (EBU). Един AES3 сигнал може да носи два канала на PCM аудионад няколко предаване медии, включително балансирани линии, небалансирани линии, както и оптично влакно. Тя е публикувана през 1985 г. и е ревизирана през 1992 г. и 2003 година. AES3 е включена в Международната електротехническа комисия стандарт е IEC 60958 , и е на разположение на потребителите в клас вариант на известна като S / PDIF.

## История и развитие
Разработването на стандарти за цифровизация на аналогов звук, който се използва за свързване на двете професионални и битови аудио техника, започна в края на 1970 в съвместни усилия между Audio Engineering Society и Европейския съюз за радио и кулминира в издаването на AES3 през 1985 г. В началото, стандартът е често известен като AES / EBU. И двата AES и EBU версии на стандарта съществуват. Вариантите, които използват различни физически връзки-същество потребителските версии на AES3 за използване в рамките на вътрешния „Hi-Fi“ среда с помощта на съединители по-често се срещат в потребителския пазар, са определени в IEC 60958. Тези варианти са известни като S / PDIF. Стандартът е преработен през 1992 г. и 2003 г. и е публикуван в AES и EBU версии. В световен мащаб, това е най-често използваният метод за свързване на цифрово аудио оборудване.

## Хардуер връзки
The AES3 стандартните паралели част 4 на международния стандарт IEC 60958. От видовете физическото взаимно свързване, определени от IEC 60958, три са в обща употреба.

### IEC 60958 Type I-Balanced, XLR
XLR конектори, използвани за IEC 60958 тип I връзки. Тип I връзки използват балансирано, 3-диригент, 110- ома усукана двойка кабели с XLR конектори. Тип I връзки са най-често използвани в професионални инсталации и се считат за стандарт съединителя AES3. Интерфейсът на хардуер обикновено се осъществява чрез използване на RS-422 линейни драйвери и приемници.
|           | Кабелна край       | Край Device     |
| --------- | ------------------ | --------------- |
| Вход      | XLR мъжки щепсел   | XLR женски жака |
| Продукция | XLR женски куплунг | XLR мъжки жак   |

### IEC 60958 Type II-дисбалансиран, RCA
RCA конектори, използвани за IEC 60958 Type II връзки. Тип връзки II използват небалансиран, 75 ома коаксиален кабел с RCA конектори. Тип връзки II се използват в най-често в потребителските аудио инсталации и често се наричат коаксиални S / PDIF връзки.
|           | Кабелна край     | Край Device     |
| --------- | ---------------- | --------------- |
| Вход      | RCA мъжки щепсел | RCA женски жака |
| Продукция | RCA мъжки щепсел | RCA женски жака |

### IEC 60958 Type II Optical Fiber-, F05 / TOSLINK
F05 / TOSLINK конектор, използван за IEC 60958 тип III връзки. Тип II Оптични връзки използват оптични влакна – пластмаса, но от време на време стъкло с F05 конектори, които са по-известен от техния Toshiba марка, TOSLINK . Подобно Type II, тип II Оптични връзки също са използвани в потребителски аудио инсталации и често се наричат оптични S / PDIFвръзки.
|           | Кабелна край               | Край Device               |
| --------- | -------------------------- | ------------------------- |
| Вход      | F05 / TOSLINK щепсел мъжки | F05 / TOSLINK женски жака |
| Продукция | F05 / TOSLINK щепсел мъжки | F05 / TOSLINK женски жака |

### Други връзки
BNC конектор, използван за AES-3id връзки. The AES-3id стандарт определя 75 ома BNC електрически вариант на AES3. Това използва същата окабеляване, изкърпване и инфраструктура като аналогов или цифров видео, и по този начин е често срещана в предаването индустрия. AES3 цифров аудио формат, също могат да бъдат пренесени на Asynchronous Transfer Mode мрежа. Стандартът за опаковане AES3 кадъра в АТМ клетки е AES47 . За информация относно синхронизирането на цифрови аудио структури, вижте AES11 стандарт. Способността да вмъкнете уникални идентификатори в един битов поток AES3 е обхваната от AES52стандарт.

## Отношение към S / PDIF
Предшественикът на IEC 60958 Type II спецификацията е Digital Interface Sony / Philips, или S / PDIF .S / PDIF и AES3 са сходни в много отношения и са взаимозаменяеми на ниво протокол, но на физическо ниво те определят различни нива електрическа сигнализация и импеданси, които могат да бъдат значителни в някои приложения.

## Протокол
Simple представяне на протокол за двете AES / EBU и S / PDIF Протоколът на ниско ниво за предаване на данни в AES / EBU и S / PDIF е до голяма степен идентични, и последвалата дискусия се отнася и за S / PDIF, освен ако не е отбелязано друго. AES / EBU е проектирана главно за подкрепа на стерео PCM кодирани аудио и в двата DAT формат при 48 кХц или CD формат при 44,1 кХц. Не е направен опит да се използва носител, който може да поддържа и двете ставки; вместо това, AES / EBU позволява данните да бъдат стартирани на всяка цена, и кодиращи часовника и данните заедно с използване на Двуфазовата кодово обозначение (BMC). На най-високо ниво, данните се издава като последователни аудио блокове; всеки аудио блок се състои от 192 последователни кадъра. Данните, които се съдържат във всеки кадър се съпоставят в метаданни за всеки аудио блок. А 64-времевия интервал конструкция се издава всяка проба време; този факт определяне на скоростта на часовника. Рамката е разделена на два подкадъри всяка съдържаща една проба; подкадрите се използват за каналите: A (вляво) и B (вдясно). Всеки подрамка се състои от 32времеви слота всеки от два символа, съдържащи или 1 бит, кодиран с Двуфазовата марка код или преамбюл синхронизация. Във всяка подрамка, аудио данни могат да използват до 24 бита. В ставка 48 кХц проба по подразбиране, има 250 аудио блокове в секунда, както и 3072 килобита в секунда с Двуфазовата часовник за 6.144 MHz На 32 слотове време на всеки подкадър се използват както следва:
| Слот Time          | Име                             | Описание |
| ------------------ | ------------------------------- | --- |
| 0 – 3              | Предисловие                     | Преамбюл за синхронизация (не Двойната фаза марка кодирани) за аудио блокове, рамки и подкадри. |
| 4 – 7              | Спомагателни проба (по желание) | А ниско качество спомагателни канал използва както е посочено в думата за състоянието на канала на, по-специално за производителя TalkBack или звукозаписно студио -да-студио комуникация. |
| 8 – 27, или 4 – 27 | Audio проба                     | Една проба се съхранява с най-важния бит (MSB) издържи. Ако се използва помощната пробата, битове 4 – 7 не са включени. Данните с по-малка проба битови дълбочини винаги имат най-малко 27 MSB и са 0 удължен към най-маловажния бит (LSB).                                                                               |
| 28                 | Валидност (V)                   | Незадействана ако аудио данни са верни и подходящи за D / A конверсия. По време на присъствието на дефектни проби, приемащият оборудването може да бъде инструктиран да заглушите резултатите от дейността си. Той се използва от повечето CD плейъри, за да покаже, че укриване, а не за корекция на грешки се провежда. |
| 29                 | Потребителските данни (U)       | Образува сериен поток от данни за всеки канал (с 1 бит на кадър), с формат, определен в думата за състоянието на канала на. |
| 30                 | Състояние на канала (C)         | Bits от всеки кадър на аудио блок са Несортирани дават 192-битова дума за състоянието на канала а. Неговата структура зависи от това дали AES / EBU или S / PDIF се използва. |
| 31                 | Parity (P)                      | За откриване на грешки при предаване на данни. Определете дали битове 4 – 30 имат странно паритет, или еквивалентно, така битове 4 – 31 имат дори паритет. |

### Синхронизация преамбюл
Това е специално кодирани преамбюл, която идентифицира подкадъра и неговата позиция в аудио блока. Те не са нормални BMC-кодирани бита данни, въпреки че те все още имат нулева DC пристрастия. Три преамбюл са възможни:
- X (или M): 11100010 2, ако предишното време слот беше 0, 00011101 2, ако беше 1. (Еквивалентно, 10010011 2 NRZI кодиран.) бележи дума за канал A (вляво), различна от в началото на аудио блок.
- Y (или W): 11100100 2, ако предишното време слот беше 0, 00011011 2, ако беше 1. (Еквивалентно, 10010110 2 NRZI кодиран.) бележи дума за канал B (вдясно).
- Z (или B): 11101000 2, ако предишното време слот беше 0, 00010111 2, ако беше 1. (Еквивалентно, 10011100 2 NRZI кодиран.) бележи дума за канал A (вляво) в началото на аудио блок. Те се наричат X, Y, Z в стандарта AES3; и M, W, B в IEC 958 (удължаване AES). 8-битовите преамбюли са своевременно разпределени за първите четири слотове време на всяка подрамка (времеви слотове 0 – 3). Всяко от трите бележи началото на една подрамка. X или Z бележи началото на един кадър и Z се поставя началото на аудио блок. | 0 | 1 | 2 | 3 | | 0 | 1 | 2 | 3 | Време слотове _____ _____ _ _ / \ _____ / \ _ / \ _____ / \ _ / \ Преамбюл X _____ _ ___ ___ / \ ___ / \ ___ / \ _____ / \ _ / \ Преамбюл Y _____ _ _ _____ / \ _ / \ _____ / \ _____ / \ _ / \ Преамбюл Z ___ ___ ___ ___ / \ ___ / \ ___ / \ ___ / \ ___ / \ All 0 бита BMC кодирани _ _ _ _ _ _ _ _ / \ _ / \ _ / \ _ / \ _ / \ _ / \ _ / \ _ / \ _ / \ All една бита BMC кодирани | 0 | 1 | 2 | 3 | | 0 | 1 | 2 | 3 | Време слотове в двуканален AES3, преамбюлите формират модел на ZYXYXYXY ..., но това е лесно да се разшири тази структура на допълнителни канали (повече подкадри на кадър), всяка с Y преамбюл, както се прави в МАДИ протокола. === Канал дума за състоянието на AES / EBU [ редактиране ] === Както бе посочено, преди да има статут на един канал битов във всяка подрамка, с едно 192 битова дума за всеки канал във всеки блок. Този 192 битова дума обикновено се представя като 192/8 = 24 байта. Съдържанието на статус думата на канала са напълно различни между AES3 и стандарти S / PDIF, въпреки че те са съгласни, че първият статус бит канал (0 байт бит 0) прави разлика между двете. В случай на AES3, стандартът описва подробно как бита трябва да се използват. Ето обобщение на думата за състоянието на канала на:
- Байт 0: основни данни за управление на: проба процент, компресия, акцент
  - битов 0: A стойност 1 показва, че е данни за състоянието на канала AES / EBU. 0 показва, това са данни, S / PDIF.
  - битов 1: Стойност 0 показва, че е линейна PCM аудио данни. Стойност 1 показва друга (обикновено без аудио) данни.
  - битове 2 – 4: Показва вида на сигнала preemphasis прилага по отношение на данните. Обикновено настроен на 100 2 (няма).
  - битов 5: Стойност 0 показва, че източникът е заключен в някаква (неопределени) външна синхронизация на времето. Стойност 1 показва, незаключена източник.
  - Bits 6 – 7: честота на дискретизация. Тези битове са излишни, когато реално време аудио се предава (приемника може да наблюдава честотата на дискретизация директно), но са полезни, ако данните AES / EBU се записва или съхранява на друго мнение. Опциите са неопределени, 48 кХц (по подразбиране), 44,1 кХц и 32 кХц.
- Байт 1: показва дали аудио поток е стерео, моно или някаква друга комбинация.
  - битове 0 – 3: Показва връзката на двата канала; те могат да бъдат независими аудио данни, стерео двойка, дублирани моно данни, музика и глас коментари, стерео сума / разлика код.
  - битове 4 – 7: използва се за обозначаване на формата на потребителското канал дума.
- байт 2: аудио дължина на думата
  - битове 0 – 2: Aux битове ползване. Това показва как се използват битове AUX (времеви слотове 4 – 7). Обикновено настроен на 000 2 (неизползван) или 001 2 (използван за 24-битови аудио данни).
  - битове 3 – 5: дължина Word. Определя размера на извадката, в сравнение с 20- или 24-битова версия на максимума. Можете да посочвате 0, 1, 2 или 4 липсващи парченца. Неизползваните бита са пълни с 0, но аудио функции за обработка, като например смесване като цяло ще ги попълват с валидни данни, без промяна на ефективната дължина на дума.
  - битове 6 – 7: Неизползваните
- Байт 3: използва само за многоканални приложения
- Байт 4: Допълнителна информация честота на дискретизация.
  - битове 0 – 1: показват ранга на заданието за скорост на пробата, за AES11 .
  - битов 2: запазени
  - битове 3 – 6: Extended честота на дискретизация. Това показва, други честота на семплиране, не може да се представят в байт 0 бита 6 – 7. Стойностите са определени за 24, 96 и 192 кХц, както и 22.05, 88.2 и 176.4 кХц.
  - битов 7: Това „взимане на проби честота мащабиране флаг“, ако е зададена, показва, че честотата на дискретизация се умножава по 1 / 1,001, за да съвпада с NTSC видео честота на кадрите.
- байт 5: запазени
- байтове 6 – 9: Четири ASCII символи за индикация канал произход. Широко използвани в големи студиа.
- байтове 10 – 13: Четири ASCII символи, показващи канал дестинация, за да контролират автоматични превключватели. По-често се използва.
- байтове 14 – 17: 32-битов проба адрес, увеличаване блок до блок от 192 (защото там са 192 кадъра в блок). На 48 кХц, тази тайна на всеки 24h51m18.485333s.
- байтове 18 – 21:. както по-горе, но компенсира за да покаже на проби, тъй полунощ
- байт 22: съдържа информация за надеждността на думата за състоянието на канала на.
  - битове 0 – 3: запазени
  - битов 4: ако зададете, байтове 0 – 5 (формат на сигнала) са ненадеждни.
  - битов 5: ако зададете, байтове 6 – 13 (канал етикети) са ненадеждни.
  - битов 6: ако зададете, байтове 14 – 17 (проба адрес) са ненадеждни.
  - битов 7: ако зададете, байтове 18 – 21 (клеймото) са ненадеждни.
- байт 23: CRC . Този байт се използва за разкриване на корупцията на статута на думата на канала, както би могло да бъде причинено от преминаването средата на блока. (Generator полином е х 8 + х 4 х 3 + + х 2 +1, запаметена на 1.) === AES / EBU вградени timecode [ редактиране ] === SMPTE timecode TIMESTAMP данни могат да бъдат вградени в рамките на AES / EBU цифрови аудио сигнали. Той може да се използва за синхронизиранеи за регистриране и идентифициране на аудио съдържание. Според Timecode John Ратклиф на: ръководство за потребителя, тя е вградена като 32-битова двоична дума в байтове 18 – 21 на данните за състоянието на канала на.

```
== Вижте също ==
```

- ADAT Lightpipe
- AES11
- AES-2id
- AES52
- МАДИ , удължаване с още много други канали.

## Допълнителна информация
- European Broadcasting Union, Specification of the Digital Audio Interface (The AES/EBU interface) Tech 3250-E third edition (2004)
- Watkinson, John. The Art of Digital Audio Third Edition.   Focal Press, 2001. ISBN 0-240-51587-0.
- Watkinson, John. The AES/EBU Digital Audio Interface. UK Conference: AES/EBU Interface.   август 1989. EBU-02.
- Emmett, John. Engineering Guidelines: The EBU/AES Digital Audio Interface (PDF) //   EBU, 1995.
- AES-2id-2006: AES information document for digital audio engineering – Guidelines for the use of the AES3 interface. (Downloaded from the AES standards web site; see external links)
- Mark Yonge. AES3 Channel Status Revisited //  Line Up (101).   юни–юли 2005. с. 20 – 22.  Архивиран от оригинала на 2015-05-01. Посетен на 1 септември 2013.
- AES3 / AES-EBU channel status byte settings //    Архивиран от оригинала на 2012-02-22. Посетен на 2015-11-13.